# Amaya Alonso
Amaya Alonso (nascida em 12 de janeiro de 1989) é uma nadadora paralímpica espanhola que participou dos Jogos Paralímpicos de Verão de 2008 e dos Jogos Paralímpicos de Verão de 2012, representando a Espanha.
Natural de Valladolid, Amaya atualmente pertence à C.N. Gimnasio Valladolid.

## Natação
Em 2005, quando Amaya tinha dezesseis anos, pertencia ao Club El Refugio de Huerta del Rey. Na época, ela estava começando a se especializar nos 200 metros livre. Naquele ano, disputou o Campeonato Espanhol e se classificou para competir no Colorado Springs. Foi medalha de ouro nos Jogos Mundiais IBSA de 2007, realizado em São Paulo, Brasil e, um ano depois, em 2008, disputou os Jogos Paralímpicos de 2008, onde ficou com a quinta colocação nos 200 metros livre.
Em 2009, Amaya participou do Campeonato Interautonômico da Primavera para Cegas e Deficientes Visuais, onde a nadadora da classe S12 estabeleceu o recorde mundial dos 400 metros livre. O feito lhe rendeu a classificação para disputar o Campeonato Mundial em piscina curta, no Brasil. Em 2009, Amaya foi disputar o Aberto da Elemanha. Em 2011, participou do Campeonato Nacional de Natação Adaptada. Disputou, em 2011, o Campeonato Europeu IPC, onde se classificou à final da prova dos 100 metros borboleta da classe S12, prova na qual se classificou na oitavo posição. No mesmo campeonato, ficou em quinto nos 100 metros borboleta com o tempo de 4h57min41s. Em junho de 2012, participou do Torneio de Natação Adaptada de Castela e Leão, que serviu como evento de classificação para os Jogos de Londres 2012. Ela já havia se classificado para os Jogos nas competições dos 400 metros livre, dos 100 metros borboleta, 100 metros costas e dos 200 metros medley individual. Nesta competição, ela conquistou os títulos dos 50 e 100 metros costas. Amaya foi aos Jogos Paralímpicos de 2012 em Londres, onde terminou em quinto lugar na prova nos 200 metros livre com o tempo de 2h38min78s. Com três espanholas disputando a final, Amaya foi quem fez a melhor prova. Foi uma das doze nadadoras espanholas com deficiência visual a disputar os Jogos.